# Nupés
Nupés ou tapas são um grupo étnico da Nigéria. É o grupo dominante nos estados de Níger e Kwara.

## História
Embora exista uma versão histórica de que os nupés viviam originalmente no Egito, a tradição mais comum traça sua origem para Tsoede, que fugiu do Tribunal de Idah e estabeleceu uma confederação de vilas ao longo do Níger no século XV. A proximidade dos nupés com os iorubas ibominas, no sul, e os iorubas de Oió, no sudoeste, levou à influência cultural recíproca através do comércio, bem como a conflitos ao longo dos séculos. Diz-se que o famoso rei ioruba, Xangô, que já foi um alafim de Oió, antes de ser divinizado após a sua morte, foi o filho de uma mulher Nupe/Tapa (Torossi).
Muitos nupés foram convertidos ao Islã no final do século XVIII por Mallam Dendo, um pregador errante, e foram incorporados ao Califado de Socoto estabelecido pela jiade liderada por Usmã dan Fodio após 1806.
No entanto, as tradições dos nupés foram mantidas: portanto, o governante nupé é o Etsu Nupé, em vez de ser chamado de emir. A cidade de Bidá caiu diante das forças colonialistas britânicas em 1897. Então, o Etsu Abubakar foi deposto e substituído pelo mais maleável Muamadu. Durante o reinado de Muamadu, um príncipe chamado Jimadá mudou-se para Patigi, a nordeste de Bidá (para não ser confundido com Pategi escrito de forma quase idêntica, a sudoeste de Bidá, na margem sul e do lado oposto do rio Níger) protestando contra ser governado por um fula.  Agora, os descendentes de Jimadá estão lutando para o cargo de Etsu Nupe afirmando ser a única família governante Nupe existente.[carece de fontes?] O atual Etsu Nupé é Yahaya Abubakar.
Mais detalhes sobre a história dos reinos Nupe pode ser encontrado em BURDON (1909), NADEL (1942), HOGBEN & KIRK-GREENE (1966:261-282) e MASON (1981).

## População e demografia
Há provavelmente cerca de 3,5 milhões de nupés, principalmente no estado de Níger. A língua nupé também é falada nos estados Kwara e Kogi. Eles são principalmente muçulmanos, com alguns cristãos e seguidores da religião tradicional. Os nupés tem vários governantes locais, tradicionais. O Etsu Nupé (Bidá) não é nupé e é atualmente parte dos fulas que vieram para governar Bidá em 1806. Não têm nenhuma capital atual: embora estivessem inicialmente numa base em Rabá, só se mudaram para Bidá no século XIX.

## Tradições, arte e cultura
Os nupés tem várias tradições. Grande parte da sua cultura foi diluída pela jiade de Usmã dã Fodio no século XIX, mas os nupés ainda se agarram a parte de sua cultura, que é muito semelhante à do antigo Egito. Muitas pessoas nupés têm cicatrizes tribais em seus rostos (de forma semelhante à tradição ioruba): alguns, para identificar seu prestígio e a família à qual pertencem; outros, para proteção; e alguns como adorno. Mas estas tradições estão morrendo em determinadas áreas. Sua arte é, muitas vezes, abstrata. Eles são bem conhecidos por seus tronos e bancos de madeira com padrões esculpidos na superfície

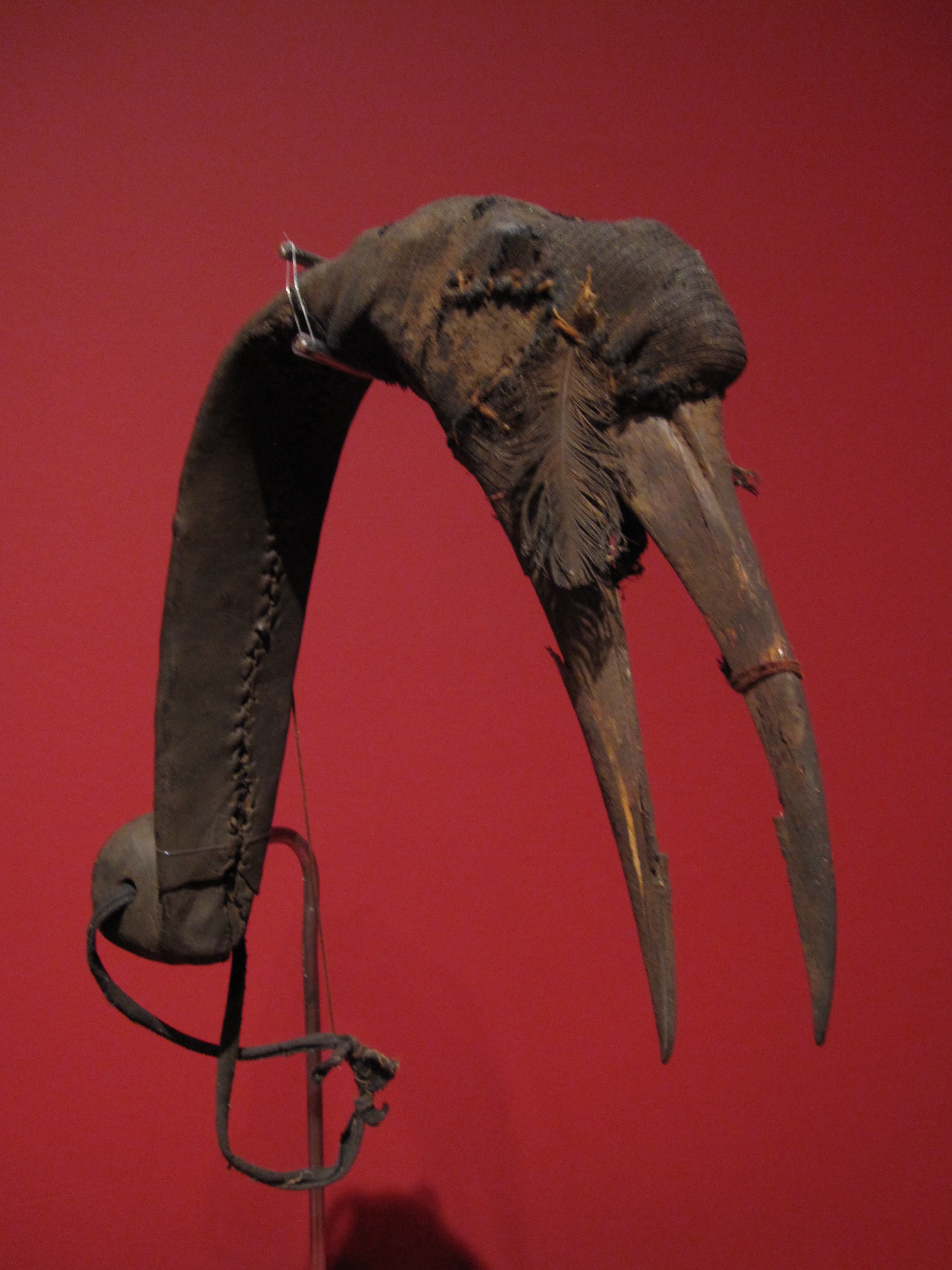
Máscara burtu feita de madeira e usada durante a caça de aves. O caçador amarra a máscara em torno de sua cabeça e imita o movimento da ave

Os nupés foram descritos em detalhes pelo etnógrafo Siegfried Nadel, cujo livro, Black Byzantium, continua a ser um clássico antropológico.